# Dan Slott
Dan Slott (Berkeley, 3 de juliol de 1967) és un escriptor de còmics estatunidenc, conegut pel seu treball en còmics de Marvel Comics com The Amazing Spider-Man, així com She-Hulk, Silver Surfer, The Superior Spider-Man, Tony Stark: Iron Man, The Mighty Avengers i Fantastic Four. El seu treball per a DC Comics inclou els còmics Arkham Asylum: Living Hell i Batman Adventures.

## Carrera

### Escriptura primerenca
El primer treball publicat de Dan Slott per a Marvel va ser "Survival of the Hippest" a Mighty Mouse nº 10 i "To Bounce or Not to Bounce", una història de complement de vuit pàgines a New Warriors Annual nº 1, ambdues amb data de portada de juliol de 1991. Es va convertir en l'escriptor habitual de la sèrie de còmics Ren & Stimpy de Marvel amb el número de debut de la sèrie (desembre de 1992) i va escriure per primera vegada Spider-Man en un número de Ren & Stimpy que va veure Spider-Man lluitant contra el Powdered Toast Man. Després d'això, Slott va escriure altres còmics infantils, com Scooby-Doo de DC, Looney Tunes i Powerpuff Girls. Després de treballar a Batman Adventures i Justice League Adventures, Slott va tenir l'oportunitat de presentar una sèrie per a DC. La minisèrie resultant va ser Arkham Asylum: Living Hell amb l'artista Ryan Sook el 2003. El 2004 va escriure la història "4th Parallel" per a la Lliga de la Justícia que va presentar el Red King; aquesta història es va publicar el 2007 a JLA Classified nº 32–36.

### Marvel Comics

#### Dècada dels 2000

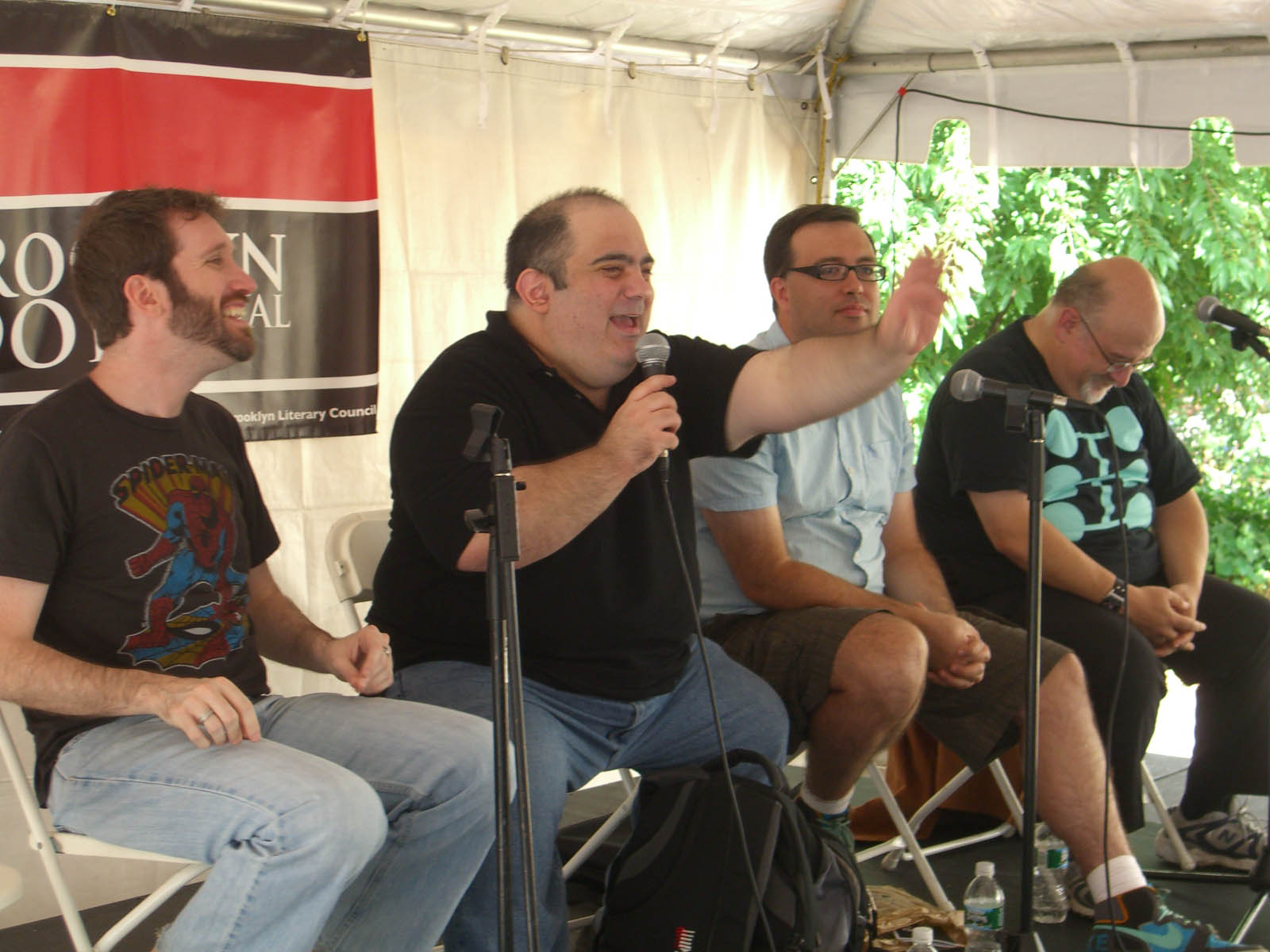
Slott parlant en un panell sobre l'escriptura de còmics al Brooklyn Book Festival de 2009. A la dreta de Slott hi ha Jim McCann, i a la seva esquerra Fred Van Lente i Peter David.

L'èxit d'Arkham Asylum va fer que Slott tornés a Marvel el 2004 per llançar una nova sèrie She-Hulk. El títol es va centrar en She-Hulk com a "advocada sobrehumana" a l'Univers Marvel. Després de rellançar-se a l'octubre de 2005, la segona sèrie va aconseguir vendes més altes, i després de lligams al crossover "Civil War" i "World War Hulk", va assolir les seves millors xifres fins ara. El 2007 Slott va deixar el títol amb el volum 2 nº 21, i es va convertir en un dels escriptors de The Amazing Spider-Man.
Mentre She-Hulk estava en pausa el 2005, Slott va escriure la minisèrie Spider-Man/Human Torch, que narrava l'amistat dels dos personatges al llarg dels anys, amb cada número rendint homenatge a una època diferent de Marvel Comics.
Slott va donar a l'equip els Great Lakes Avengers la seva primera minisèrie en solitari a GLA: Misassembled, que presentava la mort d'un personatge a cada número. Va fer els primers canvis a la llista de l'equip des dels seus inicis creant un nou personatge, Grasshopper, i recuperant-ne un altre, Squirrel Girl. Durant aquest període, Slott va signar un contracte exclusiu amb Marvel. Des de llavors, ha tornat al GLA dues vegades, primer amb el GLX-Mas Special del 2005, després d'un canvi de nom als Great Lakes X-Men, i després de nou al Deadpool/GLI Summer Fun Spectacular del 2007 amb el coescriptor Fabian Nicieza.
A finals de 2005, Slott va ser assignat per escriure la primera sèrie en solitari de The Thing en 20 anys. No va ser un èxit de vendes, i es va cancel·lar amb el número 8, malgrat els intents de Slott de reunir els lectors en una campanya que va anomenar "Pull My Thing".
Slott va ser l'escriptor de Marvel's Avengers: The Initiative, que es va llançar després de la conclusió de la història de la "Civil War" de 2006–07. Va ser un dels quatre escriptors del The Amazing Spider-Man que sortia tres vegades al mes, una programació que va començar el gener de 2008 després de la controvertida història "One More Day".
Slott es va fer càrrec de les tasques d'escriptura de The Mighty Avengers després de la marxa de l'escriptor Brian Michael Bendis, començant pel número 21 i acabant amb el número 36.

#### Dècada de 2010
Slot va escriure la història per al videojoc Spider-Man: Shattered Dimensions que va ser llançat el setembre de 2010.
El novembre de 2010, Slott es va fer càrrec de The Amazing Spider-Man com a únic escriptor, marcant el canvi del còmic a una programació de dues vegades al mes, començant amb la seva història "Big Time".
La història de "Big Time" va acabar amb The Amazing Spider-Man nº 700, el seu darrer número. Si bé la història d'aquest tema, que va implicar el canvi de la ment de Peter Parker amb la del Doctor Octopus, i va acabar amb la mort de Parker al cos del Doctor Octopus i Octopus romanent al de Parker, va generar controvèrsia entre els seguidors, incloses les amenaces de mort per a Slott, va guanyar el premi Diamond Gem 2012 al Top Dollar Comic de l'any. El còmic va passar per cinc impressions. El mes següent es va estrenar una nova sèrie, The Superior Spider-Man, escrita per Slott, i amb les aventures de Spider-Man, ara amb la ment del Doctor Octopus. El primer número va guanyar el premi Diamond Gem 2013 al còmic de l'any per més de 3,00 dòlars. The Superior Spider-Man va acabar amb el número 31, amb Peter Parker de nou com a Spider-Man, i va portar a un rellançament de The Amazing Spider-Man l'abril de 2014. El primer número d'aquesta nova versió de The Amazing Spider-Man és, segons Diamond Comics Distributors, "El còmic més venut del segle xxi". L'execució de Slott a Amazing incloïa la part d'aquest llibre de la història "Spider-Verse" de 2014-15, que va creuar tots els títols protagonitzats per aquest personatge, i va comptar amb Peter Parker i Miles Morales interactuant amb la majoria de les altres versions notables del personatge que interactuaven per la primera vegada en els còmics, inclosos Spider-Ham, Spider-Gwen, Spider-Man Noir i Spider-Man 2099, una idea que Slott havia utilitzat al videojoc Spider-Man: Shattered Dimensions, i més tard es va adaptadar a la pel·lícula Spider-Man: Un nou univers de 2018.
Slott i l'artista Mike Allred van llançar una nova sèrie de Silver Surfer el maig de 2014. El 2016, Silver Surfer nº 11 de Slott i Allred va guanyar el premi Eisner al "Millor número senzill".
El 2018 Slott va escriure quatre dels 10 números amb les millors vendes per a tota la indústria, ocupant els llocs número 2, 4, 8 i 10. Aquell any, Slott va acabar la seva carrera de més de deu anys a The Amazing Spider-Man. Va escriure la seva darrera història important, titulada "Go Down Swinging", del número 797–800, on Spider-Man lluitava contra un Green Goblin vinculat a Carnage. Després d'això, va acabar la seva carrera i el seu darrer número va ser el número 801. Després d'acabar la seva carrera a The Amazing Spider-Man, Slott va començar a escriure Tony Stark: Iron Man i Fantastic Four.

#### Dècada dels 2020
El gener de 2020, quan Diamond Comics va publicar la seva llista dels 100 còmics més venuts de la dècada, nou dels títols eren escrits per Slott: The Amazing Spider-Man #1 (2014), The Amazing Spider-Man #800, Fantastic Four #1 (2018), The Amazing Spider-Man #700, The Amazing Spider-Man #1 (2015), The Amazing Spider-Man #798, Superior Spider-Man #1, The Amazing Spider-Man: Renew Your Vows #1 i The Amazing Spider-Man #799.
El maig de 2021, Slott es va disculpar públicament per la sexualització amb què va escriure la relació entre Peter Parker i Cindy Moon/Silk, un personatge asiàtic que va cocrear. Slott va afirmar que, tot i que estava orgullós d'haver-la introduït a l'Univers Marvel, va admetre que la seva atracció es derivés de les seves feromones va ser una "mala idea i un error", i que després d'escoltar les crítiques dels lectors asiàtics, va arribar a creure que la seva representació d'ella havia "involucrat involuntàriament en estereotips racials" i que "aquestes opcions de la història van ser un error". Slott va declarar que estava agraït que Robbie Thompson i Nick Lowe haguessin eliminat aquests elements quan es van fer càrrec de la sèrie.
El juliol de 2022, Marvel va anunciar que Slott tornaria a temps complet a la franquícia Spider-Man a l'octubre com a guionista d' Spider-Man, una sèrie després de les conseqüències de la història "Edge of Spider-Verse". A Slott l'acompanya l'artista Mark Bagley al còmic, que es relacionaria amb la sèrie The Amazing Spider-Man de Zeb Wells i John Romita Jr.

## Còmics

### Acclaim Comics
- Acclaim Adventure Zone Digests nº 1–3, Acclaim Comics, 1997
- Saban's Powerhouse Digest (amb Power Rangers Turbo i Masked Rider) nº 1–2, Acclaim Comics, 1997
- Troublemakers nº 16, Acclaim Comics, 1998

### Archie Comics
- Nights into Dreams... #1–4, Archie Comics, 1998
- Sonic the Hedgehog Super Special #8 i 12, Archie Comics, 1999–2000
  - recollit a Sonic Select: Book 4
- Teenage Mutant Ninja Turtles Adventures: Year of the Turtle #1–3, Archie Comics, 1996

### DC Comics
- Animaniacs nº 15, 16, 18, DC Comics, 1996
- Arkham Asylum : Living Hell nº 1–6, DC Comics, 2003
  - recollit a Arkham Asylum: Living Hell en rústica comercial
  - recollit a Arkham Asylum: Living Hell: Deluxe Edition de tapa dura
- Batman Adventures nº 1–8 i 10–14 (amb Ty Templeton), DC Comics, 2003–2004
  - Batman Adventures nº 1 reimprès al Batman Adventures Freed Comic Book Day 2003
  - Batman Adventures nº 1 reimprès al Batman/Scooby-Doo ComicFest 2012
  - digest Batman Adventures: Rogues Gallery recull els nº 1–4
  - digest Batman Adventures: Shadows & Masks recull els nº 5–8
  - "Learn Spanish with Batman: Rogues Gallery" recull els nº 1–4 de Berlitz
  - "Learn Spanish with Batman: Shadows & Masks" recull els nº 5–8 de Berlitz
- Batman: Double Trouble, Scholastic Books, 2005

- Batman: Gotham Adventures nº 58, DC Comics, 2003
- Cartoon Network Presents nº 3 i 21, DC Comics/ Cartoon Network, 1997 i 1999

- Cartoon Network Starring Cow and Chicken nº 3, 7 i 13, DC Comics/Cartoon Network, 1999–2000
  - digest Cartoon Cartoons: Volum 2 - The Gang's All Here! inclou Cow and Chicken nº 7, DC Comics/ Cartoon Network
- Dexter's Laboratory nº 4 i 14, DC Comics, 1999–2000
  - digest "Cartoon Cartoons: Volum 1 - Name That Toon" inclou el laboratori de Dexter nº 4, DC Comics/Cartoon Network
  - Dexter's Laboratory Classics: Volum 1 inclou Dexter's Laboratory nº 4, IDW
- Gross Point nº 2, 5 i 7, DC Comics, 1997–1998
- JLA Classified nº 32–36, DC Comics, 2007
- JLA : Secret Files and Origins, DC Comics, 2004
- Justice League Adventures nº 4, 6, 11 i 13, DC Comics, 2002–2003
  - El llibre de butxaca comercial Justice League Adventures inclou els nº 6, 11 i 13
  - digest The Magnificent Seven inclou els nº 6 i 11
  - digest Friends & Foes inclou el nº 13
- Looney Tunes nº 13, 20, 25, 26, 44, 47, 49 – 52, 57, 59, 62, 65, 70, 75, 89, 93, 100, 104, 129, 171, 182 i 247 DC Comics, 1995–2019
  - Bugs Bunny & Friends: A Comic Celebration inclou les històries dels nº 44 i 47

- Pinky and the Brain nº 3–4, DC Comics, 1996
- The Powerpuff Girls nº 34, DC Comics, 2003
  - recollits a Superpoderosas: Go, Girls, Go!

- Scooby-Doo nº 5 i 50, DC Comics/ Cartoon Network, 1997 i 2001
  - història del nº 5 inclosa a Scooby-Doo - Volum 1: You Meddling Kids! digerir
- Superman Adventures nº 40 i 57, DC Comics, 1999 i 2001
  - nº 40 recollit a Superman Adventures: Man of Steel 2013

### Image Comics
- Tomb Raider nº 50, Top Cow/Image Comics, 2005
  - Tomb Raider Compendium Edition inclou aquesta història (mal acreditada)
  - Tomb Raider: Tankōbon Vol.5 inclou aquesta història (mal acreditada)
  - Tomb Raider Archive Vol.3 inclou aquesta història (acreditada correctament)

### Marvel Comics
- 2099 Unlimited nº 7, Marvel Comics, 1995
- A+X nº 1, Marvel Comics, 2012
  - recopilada a A+X Equals Awesome
- AVX: Versus nº 6, Marvel Comics, 2012
  - recopilada a Avengers Vs. X-Men
  - recopilada a AVX: Versus
- Age of Heroes nº 1–4, Marvel Comics, 2010
  - The Heroic Age recopila Age of Heroes nº 1
  - Age of Heroes recopila nº 1–4
  - The Unbeatable Squirrel Girl Vol.2: Squirrel You Know It's True recopila nº 3
  - també recopilat a The Unbeatable Squirrel Girl & The Great Lakes Avengers
  - Avengers The Initiative: The Complete Collection Vol. 2 inclou nº 2 i nº 4
- All-New Marvel Now! Point One nº 1 Marvel Comics, 2014
  - recopilat a Silver Surfer: New Dawn
  - recopilat a Silver Surfer by Slott & Allred Omnibus
- Amazing Fantasy (volum 2) nº 15, Marvel Comics, 2005
  - recopilat a The Mighty Avengers: Dark Reign
- The Amazing Spider-Man nº 546–548, 559–561, 564, 568–573, 581–582, 590–591, 600, 618–621,647–660, 662–676, 678–700, 789–801 Marvel Comics, 2008–2012, 2017–2018
  - Spider-Man: Through the Decades recopila nº 546
  - Marvel Firsts: Before Marvel NOW! recopila nº 546
  - True Believers: Spider-Man BND nº 1 recopila nº 546
  - Spider-Man: Brand New Day Vol. 1 recopila nº 546–548 (amb Spider-Man: Swing Shift i Venom Super Special nº 1)
  - Spider-Man: Brand New Day Vol. 3 recopila nº 559–561
  - Spider-Man: Kraven's First Hunt recopila nº 564
  - Spider-Man: Brand New Day The Complete Collection Vol.1 recopila nº 546–548, 559–561, 564 (amb Spider-Man: Swing Shift)
  - Spider-Man: New Ways To Die recopila nº 568–573
  - Spider-Man: With Great Power Comes Great Responsibility #7 recopila nº 568
  - Spider-Man: Brand New Day The Complete Collection Vol.2 recopila nº 568–573
  - Spider-Man: Death and Dating recopila nº 581–582
  - Spider-Man: 24/7 recopila nº 590–591
  - Spider-Man: Brand New Day The Complete Collection Vol.3 recopila nº 581–582, 590-591
  - Spider-Man: Died in Your Arms Tonight recopila nº 600
  - Spider-Man: Brand New Day The Complete Collection Vol.4 recopila nº 600
  - Spider-Man: The Gauntlet Book 2: Rhino & Mysterio recopila nº 618–621
  - Spider-Man: Origin of the Species recopila nº 647
  - Spider-Man: Big Time recopila nº 648–651
  - Spider-Man: Matters of Life and Death recopila nº 652–654, 654.1 i 655–657
  - Marvel Point One recopila nº 654.1
  - Venom: Flashpoint recopila nº 654 i 654.1
  - Guardians of the Galaxy Vol.3 recopila nº 654
  - Spider-Man: The Fantastic Spider-Man recopila nº 658–662
  - Spider-Man: Big Time Ultimate Collection recopila nº 648–662 i 654.1
  - Spider-Man: The Return of Anti-Venom recopila nº 663–665, i històries complementàries de nº 660 i 662–665
  - Amazing Spider-Man: Spider-Island: Infested recopila històries complementàries de nº 660 i 662–665
  - Spider-Man: Spider-Island recopila nº 666–673 i històries complementàries de nº 660 i 662–665
  - Spider-Man: Flying Blind recopila nº 674–676
  - Spider-Man: Big Time Ultimate Collection Vol.2 recopila nº 663–676 (2013)
  - Spider-Man: Trouble on the Horizon recopila nº 678–681 i 679.1
  - Spider-Man: Ends of the Earth recopila nº 682–687
  - Spider-Man: Big Time Ultimate Collection Vol.3 recopila nº 677–687 i 679.1 (2015)
  - Spider-Man: Lizard – No Turning Back recopila nº 688–691
  - Spider-Man: Danger Zone recopila nº 692–697
  - Spider-Man: Big Time Ultimate Collection Vol.4 recopila nº 688–697 (2015)
  - Spider-Man: Dying Wish recopila nº 698–700
  - Morbius The Living Vampire: The Man Called Morbius recopila nº 699.1
  - Superior Spider-Man: Volume 1 recopila nº 698–700
  - Marvel 75th Anniversary Omnibus recopila nº 700
- Free Comic Book Day 2007: The Amazing Spider-Man nº 1, (exemplar del Free Comic Book Day), Marvel Comics, May 2007
  - recopilat a The Amazing Spider-Man: Swing Shift: Director's Cut (amb nou material), 2008
  - recopilat a Spider-Man: Brand New Day Vol. 1
  - recopilat a Spider-Man: Brand New Day The Complete Collection Vol. 1
- Free Comic Book Day 2011: The Amazing Spider-Man nº 1, (exemplar del Free Comic Book Day), Marvel Comics, May 2011
  - recopilat a Spider-Man: The Return of Anti-Venom
  - recopilat a Spider-Man: Big Time Ultimate Collection Vol.2 (2013)
- The Amazing Spider-Man Extra #2
  - recopilat a Anti-Venom: New Ways to Live
- The Amazing Spider-Man vol.3 #1–18, 1.1-1.5 Marvel Comics, 2014–2015
  - Amazing Spider-Man: The Parker Luck recopila nº 1–6
  - Amazing Spider-Man: Learning to Crawl recopila nº 1.1–1.5
  - Amazing Spider-Man: Spider-Verse Prelude recopila nº 7–8
  - Amazing Spider-Man: Spider-Verse recopila nº 9–15
  - Amazing Spider-Man: Graveyard Shift recopila nº 16–18
  - Original Sin recopila nº 4–6
  - Spider-Verse recopila nº 7–15
  - Ms. Marvel: Last Days recopila nº 7–8
  - Ms. Marvel Vol.2 recopila nº 7–8
  - Amazing Spider-Man Vol.1 hardcover recopila nº 1–6 i nº 1.1–1.5
  - Amazing Spider-Man Vol.2 hardcover recopila nº 7–18 (juntament amb FCBD 2014: Guardians of the Galaxy nº 1 i Superior Spider-Man nº 32–33)
- Free Comic Book Day 2014: Guardians of the Galaxy/Spider-Verse nº 1, (exemplar del Free Comic Book Day), Marvel Comics, May 2014
  - recopilat a Amazing Spider-Man: Spider-Verse Prelude
  - recopilat a Spider-Verse hardcover
- The Amazing Spider-Man: Renew Your Vows nº 1–5 Marvel Comics (2015)
  - recopilat a Amazing Spider-Man: Renew Your Vows trade paperback
- The Amazing Spider-Man vol.4 nº 1–32, Marvel Comics, 2015–2017
  - Amazing Spider-Man: Worldwide Vol.1 recopila nº 1–5
  - Amazing Spider-Man: Worldwide Vol.2 recopila nº 6–11
- Avengers: The Initiative nº 1–12, 14–20, Annual nº 1, Special nº 1, Marvel Comics, 2007–2009
  - Basic Training recopila nº 1–6
  - World War Hulk: X-Men recopila nº 4–5
  - Secret Invasion: Infiltration recopila la darrera història de l'Annual nº 1
  - Killed in Action recopila nº 7–12 i Annual nº 1
  - Secret Invasion recopila nº 14–19
  - Avengers The Initiative: Disassembled recopila nº 20
  - Siege recopila la història curta de Trauma d'Avengers: The Initiative Special nº 1
  - Skrulls Must Die! The Complete Skrull Kill Krew recopila nº 16–19
  - Avengers The Initiative: The Complete Collection Vol. 1 recopila nº 1-19 i Annual nº 1
  - Avengers The Initiative: The Complete Collection Vol. 2 recopila nº 20 i Special nº 1
- Avenging Spider-Man nº 8, Marvel Comics
  - recopilat a Spider-Man: Ends of the Earth
  - recopilat a Spider-Man: Big Time Ultimate Collection Vol.3
- Dark Reign: The List: The Amazing Spider-Man nº 1 Marvel Comics, 2010
  - recopilat a Dark Reign: The List
  - recopilat a Spider-Man: The Gauntlet, Book 1
- Disney's Aladdin nº 2 i 11, Marvel Comics, 1994–1995
  - trade paperback "Disney's Aladdin" inclou nº 2
- Doc Samson nº 1–4, Marvel Comics, 1996
- Earthworm Jim nº 1–3, Marvel Comics, 1995
- Excalibur nº 68, Marvel Comics, 1993
- Fantastic Four vol.6 nº 1-46, Marvel Comics, 2018
  - Fantastic Four Wedding Special nº 1, Marvel Comics, 2018
- Great Lakes Avengers nº 1–4, Marvel Comics, 2005
  - trade paperback G.L.A. Misassembled recopila els quatre números de la sèrie limitada, 2005
  - GLX-Mas Special, 2005
    - recopilat a Marvel Holiday Magazine 2010
    - recopilat a The Unbeatable Squirrel Girl Vol.2: Squirrel You Know It's True

  - Deadpool/GLI Summer Fun Spectacular, amb Fabian Nicieza, 2007
    - recopilat a Deadpool & Cable Ultimate Collection Book 3
    - recopilat a Deadpool & Cable Omnibus

  - The Unbeatable Squirrel Girl & The GLA, recopila GLA:Misassembled nº 1–4, GLX-Mas Special i Deadpool/GLA Summer Fun Spectacular.
- Guardians of the Galaxy: Free Comic Book Day 2014, Marvel Comics, 2014 (història de complement que serveix de preludi per a Spider-Verse)
- Incoming, Marvel Comics, 2019
- Iron Man 2020 nº 1–6, Marvel Comics, 2020
- Marvel nº 1000, Marvel Comics 2019
- Marvel Comics Presents nº 89, 93, 98, 99, 116, 119, 129, 130, 132–136, 148, and 156, Marvel Comics, 1991–1994
  - trade paperback Marvel Visionaries: Gil Kane inclou nº 116, presentant Two-Gun Kid
  - trade paperback Captain Universe: Power Unimaginable inclou nº 148
  - trade paperback Destroyer inclou nº 156
- Marvel Swimsuit Special 1992–1993, Marvel Comics
  - material de Marvel Swimsuit Special '93 recopilat a X-Men: A Skinning of Souls
  - material de Marvel Swimsuit Special '93 recopilat a The Infinity War: Aftermath
- Marvel Tales nº 256, Marvel Comics, 1991
- Marvel Universe: Ultimate Spider-Man nº 1, Marvel Comics, 2012
  - recopilat a Marvel Universe: Ultimate Spider-Man Reader nº 1
  - recopilat a Marvel Universe: Ultimate Spider-Man Digest Vol. nº 1
  - reimprés a Spider-Man/Avengers ComicFest 2012
  - reimprés a Ultimate Spider-Man ComicFest 2013
  - reimprés a Marvel Comics Digest:Starring Spider-Man nº 1 2017
- Marvel Year in Review 1991 – 1993, Marvel Comics,
  - material from Marvel Year in Review '93 recopilat a X-Men: A Skinning of Souls
- Midnight Sons Unlimited nº 9, Marvel Comics, 1995
  - recopilat a Destroyer
- The Mighty Avengers nº 21–36, Marvel Comics, 2009–2010
  - Avengers: I am an Avenger II recopila a nº 21
  - The Mighty Avengers: Earth's Mightiest recopila nº 21–26 (juntament amb material de Secret Invasion Requiem)
  - The Mighty Avengers: The Unspoken recopila nº 27–31
  - Siege recopila nº 32–36
  - The Mighty Avengers: Dark Reign recopila nº 21–36
- Mighty Marvel Westerns: Two-Gun Kid, Marvel Comics, 2006
  - inclòs a Mighty Marvel Westerns hardcover
- Mighty Mouse nº 10, Marvel Comics, 1991
- New Warriors Annual nº 1, Marvel Comics, 1991
  - recopilat a New Warriors Classic Vol.2
  - recopilat a New Warriors Omnibus Vol.1
- Night Thrasher nº 13–14, Marvel Comics, 1994
- The Original Ghost Rider nº 3, 5–12, 15, and 19, Marvel Comics, 1992–1994 (històries de complement del personatge actualment conegut com a Phantom Rider)
- Original Sins nº 3, Marvel Comics, 2014
  - recopilat a Original Sin
- Power Pack Holiday Special nº 1, Marvel Comics, 1992
- The Punisher Back to School Special nº 2, Marvel Comics, 1993
- The Punisher Summer Special nº 1, Marvel Comics, 1991
  - recopilat a The Punisher: Eternal War
- The Ren and Stimpy Show, nº 1–13, 15, 17–19 Marvel Comics, 1992–1995
  - Pick of the Litter trade paperback recopila nº 1–4
  - Tastes Like Chicken trade paperback recopila nº 5–8
  - Don't Try This at Home trade paperback recopila nº 9–12
  - Your Pals trade paperback recopila nº 13–16
  - Sick Little Monkeys trade paperback recopila nº 17–20
  - The Ren and Stimpy Show: Holiday Special 1994
  - The Ren and Stimpy Show Special nº 3: Masters of Time and Space, 1994
  - The Ren and Stimpy Show: Eenteractive Special, 1995
  - Powdered Toast Man Special nº 1–2, 1994–1995
- Secret Invasion: Requiem nº 1, Marvel Comics, 2009
  - recopilat a The Mighty Avengers: Earth's Mightiest
  - recopilat a The Mighty Avengers: Dark Reign
  - recopilat a The Avengers: The Many Faces of Henry Pym
- Shadowland: Spider-Man nº 1, Marvel Comics, 2010
  - recopilat a Shadowland: Street Heroes
- She-Hulk (volum 1) 1–12, (volum 2) 1–21, Marvel Comics, 2004–2007
  - Single Green Female recopila volum 1 – nº 1–6
  - Superhuman Law recopila volum 1 – nº 7–12
    - nº 10 també s'inclou a Secret Wars Omnibus

  - Time Trials recopila volum 2 – nº 1–5
  - She-Hulk by Dan Slott: The Complete Collection Volume 1 recopila volum 1 nº 1–12 i volue 2 nº 1–5
  - Laws of Attraction recopila volum 2 nº 6–13
    - nº 8 també s'inclou a Civil War: Marvel Universe trade paperback
    - nº 8 també s'inclou a Civil War: Fantastic Four hardcover

  - Planet Without a Hulk recopila volum 2 nº 14–21
  - She-Hulk by Dan Slott: The Complete Collection Volume 2 recopila volum 2 – nº 6–21
- Silver Surfer vol. 7 nº 1–15 Marvel Comics, 2014–2015
  - Silver Surfer: New Dawn recopila nº 1–5
  - Silver Surfer: Worlds Apart recopila nº6–10
  - Silver Surfer: Last Days recopila nº 11–15
  - Secret Wars: Last Days of the Marvel Universe recopila nº 11–15
  - Silver Surfer by Slott & Allred Omnibus recopila nº 1–15
- Silver Surfer vol. 8 #1–14 Marvel Comics, 2016–2017
  - Silver Surfer: Citizen of Earth recopila nº 1–6
  - Silver Surfer: A Power Greater Than Cosmic recopila nº 7–14
  - Silver Surfer by Slott & Allred Omnibus recopila nº 1–14
- Sleepwalker nº 25, Marvel Comics, 1993
- Spider-Island: Deadly Foes nº 1, Marvel Comics, 2011
  - recopilat a Spider-Man: Spider-Island
  - recopilat a Spider-Man: Big Time Ultimate Collection Vol. 2 (2013)
- Spider-Man/Human Torch nº 1–5, Marvel Comics, 2005
  - recopilat a Spider-Man/Human Torch: I'm With Stupid digest
  - recopilat a Spider-Man & The Human Torch hardcover 2009
  - recopilat a The Thing & The Human Torch trade paperback 2018
- Spider-Man Magazine For Kids – Fall, Marvel Comics, 1996
- Spider-Verse nº 1–2, Marvel Comics, 2014
  - recopilat a Spider-Verse hardcover
  - "It's the Little Things" de Spider-Verse nº 2 recopilat a Amazing Spider-Man: Renew Your Vows trade paperback
- The Superior Spider-Man #1–33 Marvel Comics, 2013–2014
  - nº 1–5 recopilats a Superior Spider-Man: My Own Worst Enemy
  - nº 1–5 recopilats a Superior Spider-Man: Vol. 1.
  - nº 1 recopilats a Marvel NOW! Omnibus
  - nº 1 recopilats a Spider-Man Firsts
  - nº 6–10 recopilats a Superior Spider-Man: A Troubled Mind
  - nº 11–16 recopilats a Superior Spider-Man: No Escape
  - nº 6–16 recopilats a Superior Spider-Man: Vol. 2.
  - nº 17–21 recopilats a Superior Spider-Man: Necessary Evil
  - nº 21–26 recopilats a Superior Spider-Man: Superior Venom
  - nº 27–31 recopilats a Superior Spider-Man: Goblin Nation
  - nº 32–33 recopilats a Amazing Spider-Man: Spider-Verse Prelude
  - nº 32–33 recopilats a Spider-Verse hardcover
- The Thing nº 1–8, Marvel Comics, 2005–2006
  - recopilats a The Thing: Idol of Millions trade paperback
  - recopilats a The Thing & The Human Torch trade paperback 2018
  - trade paperback Pet Avengers Classic inclou nº 4
  - Lockjaw: Dog Days#1 recopila nº 4
  - trade paperback The Unbeatable Squirrel Girl Vol.2: Squirrel You Know It's True inclou nº 8
  - trade paperback The Unbeatable Squirrel Girl & The Great Lakes Avengers inclou nº 8
- Tony Stark: Iron Man nº 1–11, nº 14–19 Marvel Comics, 2018–2019
- Venom Super Special nº 1, Marvel Comics, 1995
  - recopilat a Spider-Man: Brand New Day Vol.1
- What If...? (volume 2) nº 52 i nº 63, 1993–1994
- What The--?! nº 23 i nº 26, Marvel Comics, 1993–1994
- Wolverine nº 102.5, Marvel Comics, 1996
  - recopilat a Young Marvel: Little X-Men, Little Avengers, Big Trouble
- Wonder Man Annual nº 2, Marvel Comics, 1993
- X-Force Annual nº 1, Marvel Comics, 1992
  - recopilat a X-Force: Under the Gun
- X-Men Annual nº 1, Marvel Comics, 1992

### Mr Comics
- Big Max #1, Mr. Comics, 2006